# 巡哨彎貝介
巡哨彎貝介（学名：Loxoconcha hsunshao）为彎貝介科彎貝介屬下的一个种。